# Hoe Leiden zijn naam kreeg
Hoe Leiden zijn naam kreeg is een sage uit Holland.

## Het verhaal
In Nederland woonden de vreselijkste reuzen ter wereld, ze lieten zware belastingen betalen en rekten ledematen. Marskramers werden beroofd en in elke plek golden andere regels, zodat je nooit veilig voor de reuzen was. De reus van Antwerpen kon iemand doorlaten, maar daarna was je niet veilig voor de reus van Nijmegen. Een zeer wrede gigant had een hoofd als een eikenboom, het lichaam als een hoge heuvel en benen als sparren. Als hij ademde, stormde het en zijn stem klonk als donder. Zijn ogen glommen als bliksemflitsen en waren zo sterk als die van een torenvalk, niemand kon aan hem ontkomen. In één stap kon hij mijlen afleggen. Op een dag komt een koopman naar de Lage Landen en spreekt niet met ontzag over de reus, zoals men ook over de Dood spreekt.
De koopman wil zijn goederen graag verkopen aan het rijke volk, waarvan de vrouwen van snuisterijen houden. Op een dag worden de reuzen jaloers op elkaar en er begint een oorlog, alleen de reus van de stad aan de Rijn blijft staan. De andere reuzen erkennen dat ze zijn verslagen en ze zien de reus van de stad aan de Rijn als de sterkste van hen allen. Mensen moeten nu eerst langs hem, voordat ze andere steden mogen aandoen. Met de vrijgeleide zijn ze verzekerd van winst. De reuzen controleren iedereen aan de stadspoorten, maar het aantal koopmannen stijgt snel. Ze besluiten de ondervraging korter te maken, zodat meer mensen kunnen passeren in dezelfde tijd. Na een tijdje besluit men de zin nog korter te maken: "Bent u van Leide?". Na een tijd ging men de stad aan de Rijn "Leide" noemen, wat van "geleide" en "vrijgeleide" komt.

## Achtergronden
- De reus van Antwerpen, zie Druon Antigoon.
- Zie ook zevenmijlslaarzen.